# قطور (مركز)
مركز قطور مركز إداري مصري. يقع في محافظة الغربية الواقعة شمال جمهورية مصر العربية في دلتا النيل. القاعدة الإدارية للمركز هي مدينة قطور.

## التاريخ
صدر قرار إنشاء مركز قطور في 27 يونيو 1948 من ثلاثة وثلاثون بلدة، 19 منها من مركز طنطا و6 من مركز كفر الزيات و4 من مركز كفر الشيخ بمديرية الفؤادية و3 من مركز المحلة الكبرى وقرية الشين من مركز قلين. فصلت قرية مشال عن المركز 26 أبريل 1949 لتضم لمركز كفر الزيات. وفصلت سبع بلاد من المركز في عام 1950 لتشكيل مركز بسيون.
ضم إلى المركز بلدة أحمد شلبي من مركز طنطا في 29 يوليو 1950، تلا ذلك أن ضم له بلاد العمة والرياينة وكفر محلة مسير ومحلة مسير وأميوط من مركز كفر الشيخ، والعتوة البحرية والعتوة القبلية من مركز قلين بمديرية الفؤادية.

## التقسيم الإداري
يتبع المركز 6 وحدات محلية (بلتاج وأبشواي الملق ودماط والشين وشبرا نياص وسجين الكوم) و30 قرية و201 عزبة. ويرأس المدينة ومركزها ياسر عبد المنعم أبو الفتوح. تبلغ مساحة مركز قطور 230.19 كم2.

## الاقتصاد
تزرع في أراضي مركز المدينة المحاصيل التقليدية مثل كالقطن والأرز والقمح والبصل، والعديد من المحاصيل وأشجار الفواكه الأخرى. أما بالنسبة لزراعة البصل فيزرع في المركز 10,235 فدان وهو بذلك أكبر مراكز المحافظة إنتاجًا.
يشتهر المركز بزراعة المحاصيل العطرية كالياسمين والريحان والبنفسج والبردقوش والعتر يشكل إنتاج المركز من هذه المحاصيل 70,8% من إنتاج المحافظة. وتنتج قرية شبرا بلولة السخاوية التابعة لمركز قطور 2500 طن من الياسمين أي 60% من الإنتاج العالمي له. يوجد في مركز قطور 3050 وحدة حيوانية أي 3,8% من الإجمالي بالمحافظة، ترجع هذه النسبة القليلة إلى قلة زرع الأعلاف بالمركز.

## السكان
بلغ عدد سكان المركز 361,177 نسمة في تقدير 2024 أغلبهم ريفيون باستثناء سكان مدينة قطور (33,445 نسمة)، عدد الرجال منهم 186,382 والنساء 173,795 نسمة. كان عدد سكان المركز 338,626 نسمة في تعداد 2017.
| عدد السكان | السنة |
| ---------- | ----- |
| 121,128    | 1960  |
| 160,404    | 1976  |
| 203,058    | 1986  |
| 245,776    | 1996  |
| 279,486    | 2006  |
| 338,626    | 2017  |
| 361,177    | 2024  |

### الدين
آخر تعداد مصري يذكر الدين كان تعداد 1986 والذي يتضح منه أن أغلبية الكاسحة من السكان مسلمون (202,546 نسمة) مع أقلية مسيحية صغيرة (511 نسمة). توجد كنيسة أرثوذكسية وحيدة بالشين.

### التعليم
يوجد في قطور ومركزها 312 مدرسة في عام 2023 إلا أنه بشكل عام يوجد عجز في عدد المدارس وارتفاع للكثافة العددية للطلاب في فصول مدراس المركز. نسبة الأمية بالمركز عالية إذ يبلغ عددهم 68,043 نسمة (26,8%) هذه النسبة هي الأعلى بين مراكز المحافظة وهم أكبر شريحة تعليمية في المركز يليهم ذوي التعليم المتوسط 67,371 نسمة (26,5%) تعداد 2017.